# Einar Kristiansen
Pour les articles homonymes, voir Kristiansen.
Einar Kristiansen, né le 18 juin 1882 à Bærum et mort en 1965, est un coureur du combiné nordique norvégien. 

## Biographie
Né à Bærum, il représente le club local dans les compétitions, y compris le Festival de ski d'Holmenkollen, où il termine deuxième en 1908, année où il est récompensé par la Médaille Holmenkollen.
Il est le frère de Sigurd Kristiansen, également skieur.